# Fynn Henkel
Fynn Henkel (* 11. Oktober 1996 in Berlin; † 17. August 2015 in Budapest, Ungarn) war ein deutscher Schauspieler.

## Leben
Fynn Henkel wurde 2009 für die Hauptrolle des Jonas Grieshaber in der ARD-Serie Tiere bis unters Dach gecastet. 2012 bekam er die Hauptrolle des 13-jährigen Giorgio in Die schwarzen Brüder; der Film wurde mit dem Prix Walo ausgezeichnet. Bis zum Abitur 2014 wirkte er in der Theater-AG des Freiburger Theodor-Heuss-Gymnasiums mit und drehte dort eigene Filme.
Ab Frühjahr 2015 hielt sich Fynn Henkel im Rahmen des Freiwilligendienstes „kulturweit“ der UNESCO in Ungarn auf. Auf dem Budapester Festival Sziget zeltete er außerhalb der dafür ausgewiesenen Flächen in einem nicht gesicherten und nicht einsehbaren Bereich. Dort wurde er am 17. August bei einem Sturm von einem abgebrochenen Ast tödlich verletzt, der auf sein Zelt fiel.

## Filmografie
- 2010–2015: Tiere bis unters Dach (Fernsehserie, 31 Folgen)
- 2013: Die schwarzen Brüder (Kinofilm), Regie Xavier Koller
- 2014: 16 über Nacht! (Fernsehfilm), Regie Sven Bohse
- 2014: Be My Baby (Fernsehfilm), Regie Christina Schiewe